# Ennemi du peuple
Pour les articles homonymes, voir Ennemi et Un ennemi du peuple.

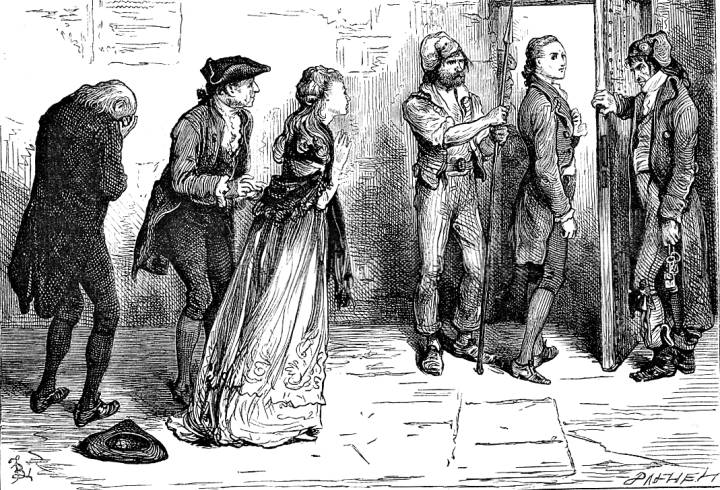
Dessin de Fred Barnard, considéré comme ennemi peuple, Darnay quittant la salle d’audience pour être exécuté le lendemain

La formule « ennemi du peuple » a été utilisée à diverses époques par le pouvoir alors en place pour disqualifier une personne ou une organisation perçue comme agissant contre les intérêts de la société dans son ensemble.
Le terme est proche des notions d'ennemi public et d'ennemi de l’État.

## Origine
Le terme d’« ennemis du peuple » a une longue histoire. Sous l’Empire romain, le Sénat a utilisé l’expression pour désigner l’empereur Néron avant son assassinat. Selon Ernest Renan, au temps des persécutions, on appelait également un chrétien « hostis publicus » (et aussi « hostis patriæ », « humani generis inimicus », « hostis deorum atque hominum »). Depuis cette époque, de nombreux groupes ont utilisé l'expression, y compris les Jacobins au cours de la phase radicale de la Révolution française (la Terreur).

## Les ennemis du peuple sous la Révolution française
L'expression « ennemi du peuple » ainsi que les premières lois contre les « ennemis du peuple » sont apparues au cours de la Révolution française. La loi du 22 prairial an II (10 juin 1794), adoptée par la Convention, influencée par les Jacobins, définissait comme ennemis du peuple ceux qui visaient par la force ou par la ruse à supprimer les libertés publiques. Les ennemis du peuple, c'étaient les partisans du retour du pouvoir royal, les saboteurs qui empêchaient l'approvisionnement de Paris, ceux qui favorisaient la retraite et l'impunité des conspirateurs et des aristocrates, ceux qui calomniaient ou qui persécutaient les patriotes en abusant des lois de la révolution, ceux qui trompaient le peuple et contribuaient ainsi au déclin de l'esprit révolutionnaire, ceux qui répandaient de fausses nouvelles dans l'intention de provoquer des révoltes, ceux qui entraînaient le peuple dans de fausses directions, ceux qui entravaient son instruction. En vertu de cette loi, les ennemis du peuple étaient punis par la peine déterminée par les lois de la Convention. Chaque jour[Quand ?], le tribunal révolutionnaire prononçait en moyenne 50 condamnations à mort[réf. nécessaire]. 
Les procès-verbaux de dénonciation, d’information, d’arrestation étaient examinés par une commission composée de membres de la Convention nationale, chargée par la suite d’en faire l'analyse et de rendre le rapport à cette dernière. La procédure judiciaire était simplifiée : ni défenseur, ni plaidoirie. Le procès ne durait pas plus d'une heure[réf. nécessaire]. La culpabilité était déterminée selon des critères établis par la loi. Saint-Just déclarait : « Vous avez à punir non seulement les traîtres mais les indifférents même ; vous avez à punir quiconque est passif dans la République et n’a rien fait pour elle ». Jean-Paul Marat, l'« Ami du peuple », insistait pour faire tomber cent mille têtes. La terreur jacobine ne frappait pas seulement les aristocrates, mais toutes les couches de la population. Pendant l'année où les Jacobins ont été au pouvoir, ce sont près de douze mille personnes qui ont péri, dont trois mille étaient des aristocrates et des prêtres, et quatre mille des paysans, trois mille des ouvriers, et deux mille encore des hommes de lettres, des juges, des commerçants, des artisans. Même parmi les Jacobins, on trouvait des ennemis du peuple : c'est ainsi que Danton fut exécuté comme espion anglais[réf. nécessaire]. 
Lénine tenait en haute estime ce qu'avaient fait les Jacobins, au point d'écrire en 1917 : « Les historiens du prolétariat voient dans le jacobinisme un des grands moments de la lutte des classes opprimées pour leur libération. Ce sont les Jacobins qui ont donné à la France le meilleur modèle pour une révolution démocratique (source ?) ».

## En Union soviétique
La Révolution russe a mis l'expression au goût du jour : « Selon Boris Kolonitskii, les premières mentions de l'expression « ennemis du peuple » apparaissent dès fin mars 1917 dans des résolutions de soviets alors largement dominés par les socialistes-révolutionnaires, stigmatisant les « capitalistes assoiffés de sang, les bourgeois qui sucent le sang du peuple - ennemis du peuple travailleur ». Cette rhétorique de l'Ennemi est alimentée par toute une littérature socialiste, mais non spécifiquement bolchevique ».
Après octobre 1917, le nouveau gouvernement fait un large usage du terme (en russe : враг народа, vrag naroda). La formule figure dans le décret signé, entre autres, par Lénine, Trotski et Staline et publié le 11 décembre 1917. Il mettait hors la loi le Parti constitutionnel démocratique (Cadet) : « Les chefs du parti Cadet, parti des ennemis du peuple, doivent être arrêtés et remis au tribunal révolutionnaire ».
Lénine appliquait cette formule contre les Cadets et les SIL (socialistes révolutionnaires). Il l'étendit dès le 7 décembre 1917 à tous ceux qui s'opposaient aux bolchéviks par leurs actes, par leurs pensées, par leurs valeurs : activistes contre-révolutionnaires et dissidents d'opinion, et créa une « commission extraordinaire pour combattre la contre-révolution et le sabotage » : la Tchéka. L'expression fit ensuite florès sous Staline.
D'autres termes similaires furent utilisés, nuançant le degré d'accusation :
- « ennemi des travailleurs » (en russe : враг трудящихся, « vrag troudiachtchikhsia ») ;
- « ennemi du prolétariat » (en russe : враг пролетариата, « vrag proletariata ») ;
- « ennemi de classe » (en russe : классовый враг, « klassovy vrag »), etc.

Le terme « ennemi des travailleurs » figure ainsi officiellement dans l'article 58 du code pénal de la RSFSR, et dans des articles semblables des codes des autres républiques soviétiques.
La formule fut utilisée pour disqualifier divers groupes sociaux ou personnes, tels que Nicolas II et la famille impériale, l'aristocratie, la bourgeoisie, les religieux, les entrepreneurs, les koulaks, les anarchistes, les monarchistes, mencheviks, trotskistes, boukharinistes, les « parasites sociaux » (en russe : тунеядцы, « touneïadtsy »), etc.
Un « ennemi du peuple » pouvait être emprisonné, expulsé ou exécuté, et ses biens pouvaient être confisqués. Nombreux furent les « ennemis du peuple » ayant reçu cette appellation non pas à cause d'actes hostiles contre les travailleurs et les paysans mais simplement en raison de leur origine sociale ou de leur profession avant la révolution : ce fut le cas du clergé, d'anciens policiers et des commerçants. Certains d'entre eux furent appelés lichentsy (en russe : лишенцы, provenant de лишение, mot russe signifiant « privation »), car par la Constitution soviétique, ils étaient privés du droit de vote.
Les mesures de rétorsion à l'encontre des « ennemis du peuple » visaient également leur famille, d'abord le conjoint, mais aussi les enfants, parenté éloignée et amis, voire simples relations de travail.

### Beria: l'ennemi du peuple
Ironie du sort, le dernier « ennemi du peuple » à être exécuté fut Lavrenti Beria, lui-même grand pourfendeur d’ennemis du peuple. Selon la version officielle, il fut arrêté le 26 juin 1953, lors d'une séance de la direction du Comité central du Parti communiste de l'Union soviétique. Le Comité central réuni d'urgence en séance plénière l’exclut de son sein ainsi que du Parti communiste en l’accusant d’être un « ennemi du Parti communiste et du peuple soviétique ». Toujours suivant la version officielle, c’est le 23 décembre suivant qu’il fut condamné à la peine capitale par le tribunal spécial de la Cour suprême de l'URSS et fusillé le même jour. 
Ironisant sur l'arrestation de l'ancien patron du NKVD, le 20 juillet 1953, le magazine américain Time a placé sur sa couverture une photo de Beria, sous laquelle on pouvait lire « Lavrenti Beria : l'ennemi du peuple ».

### Critique
Nikita Khrouchtchev, dans son rapport secret Sur le culte de la personnalité et ses conséquences au XXe congrès du Parti communiste de l'Union soviétique, qui lance la déstalinisation, déclare :

« Staline a introduit la notion d'« ennemi du peuple ». Une telle expression supprimait immédiatement tout besoin de prouver les torts idéologiques de la personne ou des personnes qu'on attaquait : quiconque n'était pas d'accord avec Staline, ou qui était simplement soupçonné d'avoir des intentions hostiles envers lui, voire qui était tout simplement victime d'une calomnie, pouvait ainsi se voir soumis aux mesures les plus brutales, en violation de toutes les normes de la légalité révolutionnaire. Fondamentalement, cette notion d'« ennemi du peuple » supprimait immédiatement, excluait la possibilité d'une lutte idéologique quelconque, ou d'exprimer une opinion sur toutes les questions, même d'importance pratique […]
Il faut reconnaître qu'il n'existait pas de raisons sérieuses de détruire physiquement ceux qui ponctuellement s'opposaient à la ligne du parti. C'est pour justifier leur élimination qu'on a introduit cette formule d'« ennemi du peuple ». »

— Nikita Khrouchtchev, Sur le culte de la personnalité et ses conséquences, 24 février 1956.
Une étude réalisée en 2021 sur le niveau de vie et la richesse dans les pays de l'ex-URSS montre que les zones proches des camps où étaient envoyés les ennemis du peuple sont aujourd'hui plus riches et ont des populations recevant des salaires plus élevés que le reste de la population russe.

## États-Unis
Le président Donald Trump a utilisé à de nombreuses reprises l'expression pour décrire une partie de la presse, qu'il accuse de propager des fake news,.